# Zamoskvoretskajalinjen
Zamoskvoretskajalinjen (ryska: Замоскворецкая линия) är en tunnelbanelinje i Moskvas tunnelbana. När den öppnade 1938 blev det den tredje linjen i systemet. Den totala längden på linjen är 42,8 km km och den har 24 stationer, linjen går i nord-sydlig riktning.
En normal färd längs hela linjen tar 55 minuter. Linjen är underjordisk, med några undantag där den går upp till ytan, framför allt vid den delen av sträckan där linjen korsar Moskvafloden.
Den mest kända stationen på linjen är Majakovskajastationen. Majakovskaja var först i världen med en luftig pelardesign i stället för de mer instängda stationerna med kraftiga pyloner, och är formgiven av arkitekten Aleksej Dusjkin i futuristisk art deco-stil.

## Historia
Sträckningen i linjens första steg följde Moskvas livligaste transportled, Leningradskij Prospekt, och kopplade 1938 samman de nordvästra distrikten Aeroport och Begovoj och Vitryska stationen med centrum.
Det andra steget, som inte avbröts trots kriget, öppnades 1943 och följde Röda torget söderut under Moskvafloden till den tätbefolkade stadsdelen Zamoskvoretje (därav namnet) och vidare till Paveletskijstationen och ZIL-fabriken (dåvarande ZiS) i sydöstra Moskva.
1964 gjordes en nordlig förlängning utmed Leningrad-riksvägen och Moskvakanalen vid Norra flodstationen. En sydlig förlängning 1969 passerade industriområdet Nagatino och Kolomenskojeparken, resten av förlängningen (stationerna Varsjavskaja och Kachovskaja) knoppades senare av och blev den lilla Kachovskajalinjen. 1984 inleddes en tredje förlängning i två steg, till sydost förbi Tsaritsinoparken och in i bostadsområdena Orekhovo-Borisovo.

## Framtida planer
Norrut ska linjen förlängas till Belomorskaja och den blivande slutstationen Chovrino, stationerna beräknas stå färdiga 2017.